# Morton Feldman

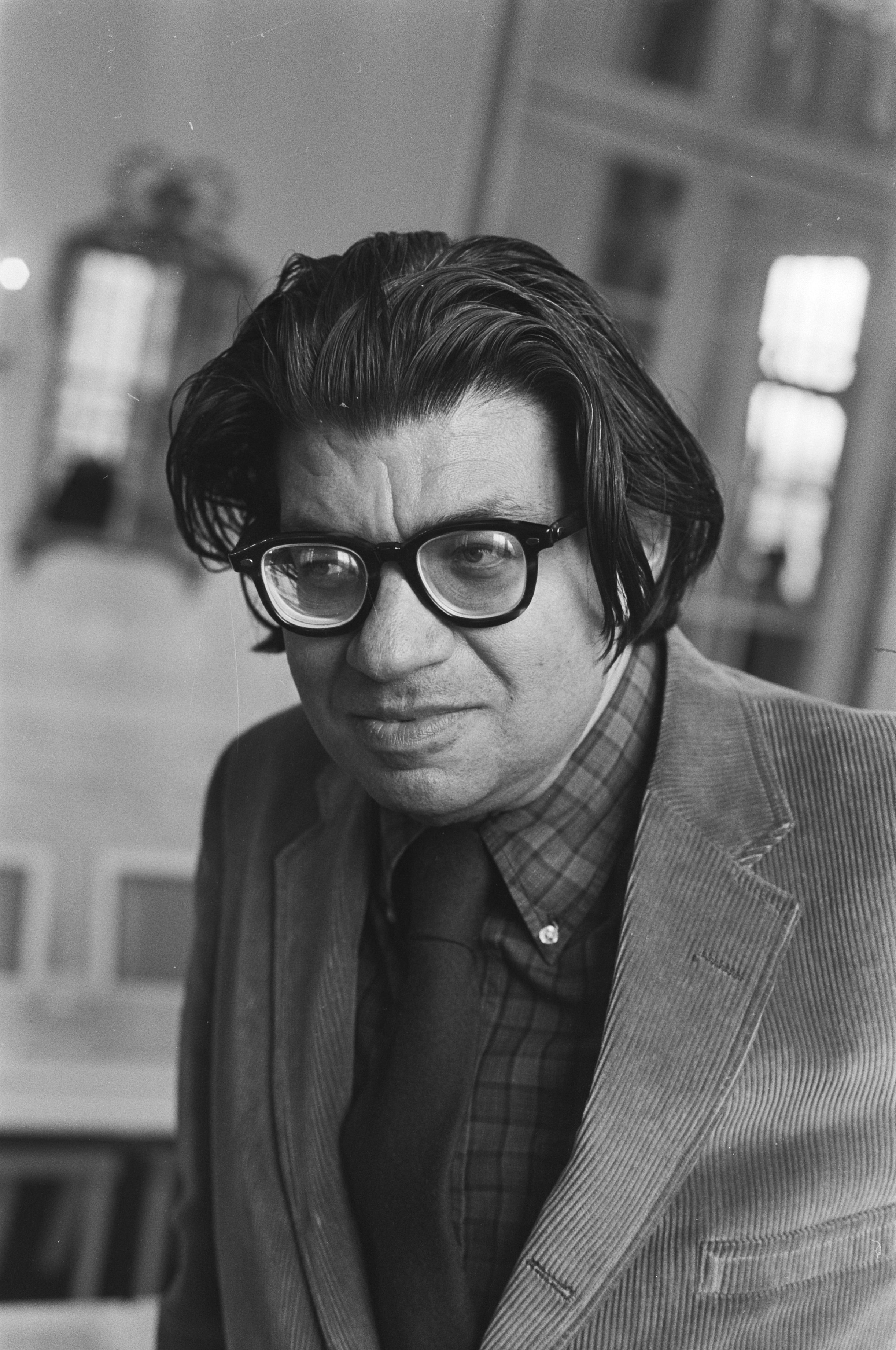
Morton Feldman (1976)

Morton Feldman (* 12. Januar 1926 in New York City; † 3. September 1987 in Buffalo) war ein US-amerikanischer Komponist. Er gilt als einer der Pioniere der grafischen Notation. 1969 verwarf er sie wieder und kehrte zur präzisen Notation zurück.

## Leben
Morton Feldman wurde in eine russisch-jüdische Familie aus Kiew geboren und wuchs in Brooklyn auf. Seinen ersten Musikunterricht erhielt er im Alter von zwölf Jahren durch seine Klavierlehrerin Madame Maurina-Press. 1941 begann er, Komposition zu studieren; 1944 wurde er Schüler von Stefan Wolpe. 1971–1972 lebte Feldman für ein Jahr als Gast des Berliner Künstlerprogramms des DAAD in Berlin. 1973 erreichte ihn eine Anfrage der University of New York in Buffalo, die nach Edgard Varèse benannte Professur zu übernehmen. Bis dahin hatte er in der familieneigenen Schneiderei für Kinderbekleidung gearbeitet. Er unterrichtete und komponierte danach bis zu seinem Tod im Jahr 1987.

### Freunde
Am 26. Januar 1950 lernten sich in der Pause eines Konzertes der New York Philharmonic Feldman und John Cage kennen. Dieses Treffen dürfte einigen Einfluss auf die US-amerikanische Musik des 20. Jahrhunderts gehabt haben, da Feldman durch den Gedankenaustausch mit Cage mehr Vertrauen zu seinen eigenen Ideen bekam und seine ersten Kompositionen entwickelte, die dann in der Abschrift John Cages bekannt wurden. Die beiden wohnten später eine Zeitlang sogar im selben Haus.
Zu Morton Feldmans Freunden in New York zählten auch die Komponisten Christian Wolff und Earle Brown sowie die Maler Jackson Pollock, Mark Rothko, Philip Guston, Franz Kline und Robert Rauschenberg. In Anlehnung an die bildenden Künstler wurde die eher lockere Gruppierung von Cage, Feldman, Brown und Wolff auch New York School of Music genannt.

## Künstlerisches Schaffen und Bedeutung
Mit zum Teil radikalen Längen versuchte Feldman, sich dem traditionellen Konzertbetrieb entgegenzustellen. Eines seiner kürzeren Werke, Palais de Mari (1986), wurde von Bunita Marcus in Auftrag gegeben. Sie beauftragte ihn, ein Werk zu schreiben, das inhaltlich alle Elemente und Eigenschaften der langen Stücke in zusammengefasster Form einbringen sollte. Die ursprüngliche Vorstellung war ein zehnminütiges Werk, das Resultat bewegt sich zwischen etwas über 22 und über 29 Minuten Spiellänge.
Feldmans Frühwerk enthält wichtige Anregungen zur Neuen Musik: In seinen kammermusikalischen Projections 1–5 (1950/51) wird zum wahrscheinlich ersten Mal die genaue Ausführung der, grafisch notierten, Partitur den Musikern überlassen. Ähnliche Ansätze finden sich auch in weiteren Werken Feldmans aus den 1950er Jahren. Sie sind möglicherweise als Replik auf die Diskussionen, die er mit seinen zahlreichen New Yorker Malerfreunden geführt hat, zu verstehen. Inwieweit er damit ähnliche Entwicklungen in Europa beeinflusst oder gar initiiert hat (etwa im Werk Karlheinz Stockhausens), ist umstritten. Mit den 70er Jahren kehrt Feldman mit dem Stück The Viola In my Life I für immer zur präzisen Notation zurück.
Morton Feldmans Œuvre – insbesondere sein kammermusikalisches Spätwerk aus den 1980er Jahren – wird gelegentlich zur Minimal Music gezählt, da es scheinbar mit Repetitionen arbeitet. Eine Ähnlichkeit mit Werken von Terry Riley, Steve Reich oder Philip Glass, den Hauptvertretern dieser Richtung, ist indes nur ansatzweise zu erkennen: Während die Vertreter des Minimalismus sich überwiegend an, zum Teil geradezu bewusst trivialen, tonalen Strukturen orientieren, gilt Feldmans Interesse offenen, sozusagen funktionsfreien Klängen, die besonders in seinem Spätwerk in stetiger Abwandlung präsentiert werden, als wolle er dem Hörer Zeit geben, diese Klänge in einer Weise kontemplativ aufzunehmen, so wie ein Bild betrachtet werden kann. Seine Affinität zu bildlicher Darstellung – auch als Inspiration für seine Kompositionen – hat Feldman oft betont, besonders bemerkenswert etwa bei seinem Chorwerk Rothko Chapel (1971) oder seiner Orchester-Komposition Coptic Light (1985). Auch die Muster und Techniken von anatolischen Teppichknüpfern (Yürüks) beeinflussten ihn. Feldman arbeitete auch mehr mit Flows von Klängen, am Klavier viel mit Pedal, dabei mit Blick auf Zugehörigkeit der Klänge bis hin zu Dissonanzen. „Die Klänge sollten für sich stehen – wie Skulpturen im Raum – ohne auf etwas zu verweisen oder etwas anderes abzubilden als sich selbst“, wie Karlheinz Essl es formulierte. Das Vorgehen kann in diesem Sinn oft als Spiel mit Spannungsbögen von Intervallstellungen bezeichnet werden. Ein Akkordprogress im Sinne eines Skalenfortschritts fehlt. Jeder Klang ist durch lang anhaltende, übergeordnete Flächengestaltungen in Schichten bzw. Layern determiniert. Die Intervalle verhalten sich dadurch zu den Nachbarintervallen, als würden sie gegenübergestellt, stehen aber doch als Klänge für sich.
Über seine kammermusikalischen Werke mit zum Teil extremen Spieldauern (bis über vier Stunden) hinaus schrieb Feldman aber auch kompaktere Orchesterwerke. Außer dem erwähnten Coptic Light fünf Stücke für jeweils ein Soloinstrument (Violoncello, Violine, Klavier, Oboe, Flöte) und Orchester. Die Viola hat er besonders hervorgehoben – so gibt es einen vierteiligen Zyklus mit dem Namen The Viola in My Life I–IV, von dem die Nr. IV als Orchesterwerk ausgearbeitet ist. Im bereits angesprochenen Rothko Chapel fungiert die Viola neben dem Chor als Soloinstrument. Typisch für Feldmans Arbeit wurde früh die Reduktion des kompositorischen wie instrumentalen Materials. Feldmans Musik will nichts Bestimmtes ausdrücken: Sie ist das Gegenteil der deutschen Romantik und vermeidet jede Empfindungsäußerung. Der sonst vorherrschende Gedanke einer musikalischen Entwicklung ist weitgehend außer Kraft gesetzt. Die relative Einfachheit des Notenbilds täuscht über die komplexe innere Struktur meist hinweg. In anderen Fällen stattet Feldman eine im Prinzip einfache Melodielinie mit einem komplexen Notenbild aus, notiert eigentlich gleiche Töne in verschiedenen Instrumentalstimmen unterschiedlich, wohl um seine Interpreten zu sensibilisieren. Entscheidend für die Wirkung von Feldmans Klangwelt ist die Dauer seiner Stücke und die geringe Veränderung ihrer melodischen, rhythmischen oder dynamischen Werte. So kommen seine Stücke nur selten über ein Mezzoforte hinaus und bewegen sich meist in ruhig fließendem Tempo. Manchmal wurde und wird Feldmans Werk als „Meditationsmusik“ missverstanden. Jedenfalls lassen die Äußerungen des Komponisten in seinen Essays keinen anderen Schluss zu, als dass er dem Prinzip des „l’art pour l’art“ verpflichtet war und es in vielleicht einzigartiger Weise – im Sinne eines quasi schopenhauerischen Nicht-Wollens – erreicht hat. Das macht ihn zu einer Ausnahmeerscheinung in der Musik des 20. Jahrhunderts, vielleicht der Musik überhaupt.

## Rezeption in Film und im Theater
Die Musik Feldmans wurde zu seinen Lebzeiten für einige Filme benutzt. Für den Dokumentarfilm über den Vietnam-Krieg Time of the Locust (Regie: Peter Gessner, 1966) komponierte er die Musik. Mort ist ein Einpersonentheaterstück und wurde 2006 in New York City aufgeführt. Die Filmkünstlerin Bady Minck drehte 2007 den achtminütigen Kurzfilm Schein Sein als visuelle Interpretation von Feldmans Komposition Madame Press Died Last Week at Ninety (1970). Dieser Film hatte seine internationale Premiere bei der Biennale in Venedig. 10 Minuten aus Feldmans Rothko Chapel wurden in Martin Scorseses Film Shutter Island (2010) verwendet.

## Werke (Auswahl)
- Only (1947) für Sopran
- Piece for Violin and Piano (1950) für Violine und Klavier
- Projection 1 (1950) für Violoncello
- Projection 2 (1951) für Flöte, Trompete, Klavier, Violine, Violoncello
- Projection 3 (1951) für 2 Klaviere
- Projection 4 (1951) für Violine und Klavier
- Projection 5 (1951) für 3 Flöten, Trompete, 2 Klaviere, 3 Violoncelli
- Intersection 1 (1951) für Tonband
- Intersection 2 (1951) für Klavier
- Intersection 3 (1953) für Klavier
- Intersection 4 (1953) für Violoncello
- Piano Three Hands (1957) für Klavier
- Durations 1 (1960) für Altflöte, Klavier, Violine und Violoncello
- Durations 2 (1960) für Violoncello und Klavier
- Durations 3 (1961) für Violine, Tuba und Klavier
- Durations 4 (1961) für Vibraphon, Violine und Violoncello
- Durations 5 (1961) für Horn, Vibraphon, Harfe, Klavier, Celesta, Violine und Violoncello
- The O'Hara Songs (1962) für Bariton, Schlagzeug, Klavier, Violine und Violoncello
- Vertical Thoughts 1 (1963) für 2 Klaviere
- Vertical Thoughts 2 (1963) für Violine und Klavier
- Vertical Thoughts 3 (1963) für Sopran, Flöte, Harfe, Trompete, Posaune, Tuba, Klavier, Celesta, 2 Schlagzeuge, Violine, Violoncello und Kontrabass
- Vertical Thoughts 4 (1963) für Klavier
- Vertical Thoughts 5 (1963) für Sopran, Tuba, Schlagzeug, Celesta und Violine
- Piano Piece (1964) für Klavier
- The King of Denmark (1964) für Schlagzeug
- The Possibility of a New Work for Electric Guitar (1966) für E-Gitarre
- In Search of an Orchestration (1969) für Orchester
- On Time and the Instrumental Factor (1969) für Orchester
- Madame Press Died Last Week at Ninety (1970) für 12 Instrumente
- Rothko Chapel (1971) für Sopran, Alt, Chor, Schlagzeug, Celesta und Viola
- The Viola in My Life 1 (1970) für Viola, Flöte, Schlagzeug, Klavier, Violine und Violoncello
- The Viola in My Life 2 (1970) für Viola, Flöte, Klarinette, Schlagzeug, Celesta, Violine und Violoncello
- The Viola in My Life 3 (1970) für Viola und Klavier
- The Viola in My Life 4 (1971) für Viola und Orchester
- Cello and Orchestra (1972) für Violoncello und Orchester
- Pianos and Voices (1972) für 5 Stimmen und 5 Klaviere
- Trio (1973) für 3 Flöten
- String Quartet and Orchestra (1973) für Streichquartett und Orchester
- Piano and Orchestra (1975) für Klavier und Orchester
- Oboe and Orchestra (1976) für Oboe und Orchester
- Orchestra (1976) für Orchester
- Routine Investigations (1976) für Oboe, Trompete, Viola, Violoncello, Kontrabass und Klavier
- Voice, Violin and Piano (1976) für Stimme, Violine und Klavier
- Neither (1977) Oper in einem Akt für Sopran und Orchester (Uraufführung: Teatro dell’Opera Rom), Libretto: Samuel Beckett
- Piano (1977) für Klavier
- Spring of Chosroes (1977) für Violine und Klavier
- Flute and Orchestra (1978) für Flöte und Orchester
- Why Patterns? (1978) für Flöte, Glockenspiel und Klavier
- String Quartet (1979) für Streichquartett
- Violin and Orchestra (1979) für Violine und Orchester
- Principal Sound (1980) für Orgel
- Trio (1980) für Violine, Violoncello und Klavier
- The Turfan Fragments (1980) für 28 Instrumente
- Bass Clarinet and Percussion (1981) für Bassklarinette und Schlagzeug
- For Aaron Copland (1981) für Violine
- Patterns in a Chromatic Field (1981) für Violoncello und Klavier
- Triadic Memories (1981) für Klavier
- For John Cage (1982) für Violine und Klavier
- Clarinet and String Quartet (1983) für Klarinette und Streichquartett
- Crippled Symmetry (1983) für Flöte(n), Schlagzeug, Klavier (auch Celesta)
- String Quartet II (1983) für Streichquartett
- For Philip Guston (1984) für Flöte(n), Schlagzeug, Klavier (auch Celesta)
- For Bunita Marcus (1985) für Klavier
- Piano and String Quartet (1985) für Klavier und Streichquartett
- Violin and String Quartet (1985) für Violine und Streichquartett
- Coptic Light (1986) für großes Orchester
- For Christian Wolff (1986) für Flöte, Klavier und Celesta
- For Stefan Wolpe (1986) für Chor und 2 Vibraphone
- Palais de Mari (1986) für Klavier
- For Samuel Beckett (1987) für 23 Instrumente
- Piano, Violin, Viola, Cello (1987) für Klavier, Violine, Viola und Violoncello
- Samuel Beckett: Words and Music (1987) für 2 Flöten, Vibraphon, Klavier, Violine, Viola und Violoncello

## Ausstellungen
- 2014: Listen profoundly. Musée d'art contemporain de Lyon[10]

## Diskografie
- 2013: Violin and Orchestra, Carolin Widmann, hr-Sinfonieorchester, Emilio Pomàrico ECM.

## Gespräche
- Conversation with Morton Feldman, John Cage: Nov. 19/83. Ein Gespräch zwischen John Cage, Morton Feldman, Francesco Pellizzi und Bunita Marcus, in: MusikTexte 5, Juli 1984, 21–27.
- „I don’t compose, I assemble“. Morton Feldman im Gespräch über „Crippled Symmetry“ mit Gisela Gronemeyer und Reinhard Oehlschlägel, in: MusikTexte 66, November 1996, 33–36.
- Der Noten-Mensch und der Wort-Mensch. Morton Feldman zur Komposition von Samuel Becketts Radio-Stück „Words and Music“ im Gespräch mit Everett Frost, in: MusikTexte 66, November 1996, 44–50.
- Cultural Olympics at Leopoldstraße. Gespräch in München, 1972 zwischen Morton Feldman, Agathe Kaehr, Gordon Mumma und Frederic Rzewski, in: MusikTexte 133, Mai 2012, 63–74.